# Société Buchet

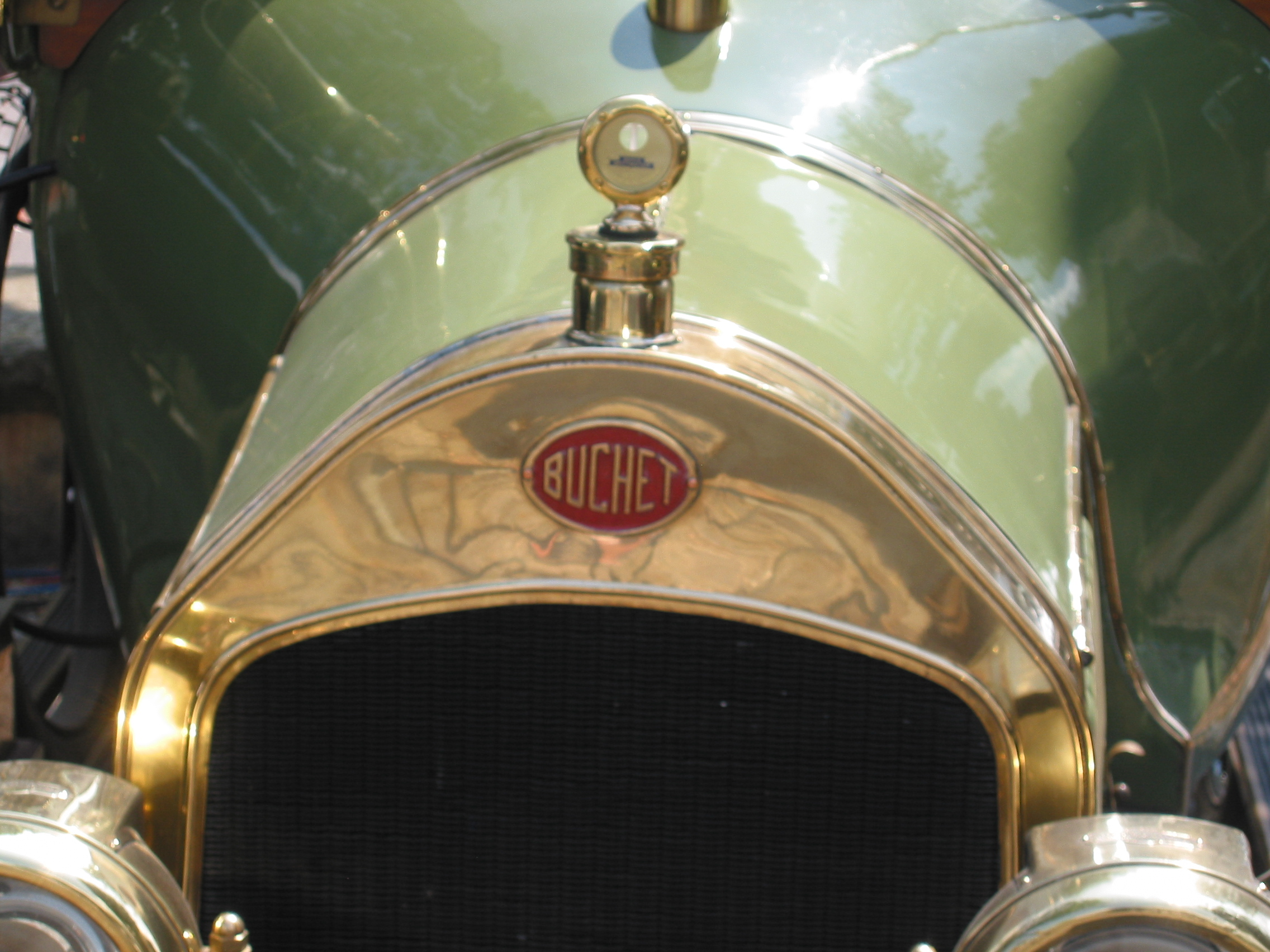
Emblem von Buchet

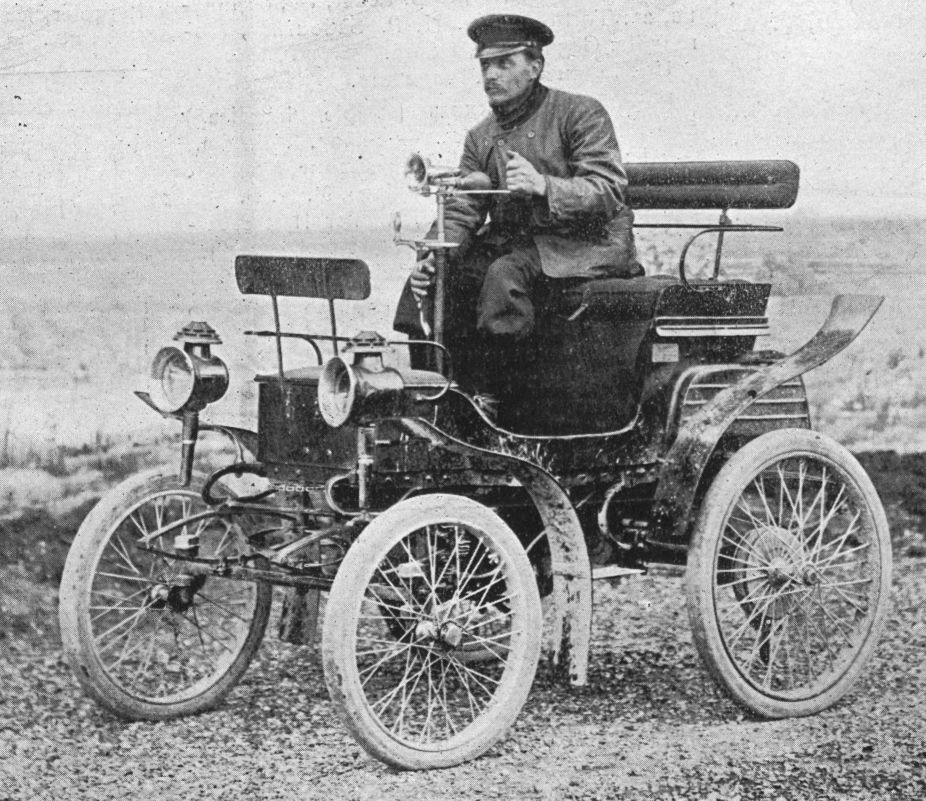
Buchet Voiturette (1899)

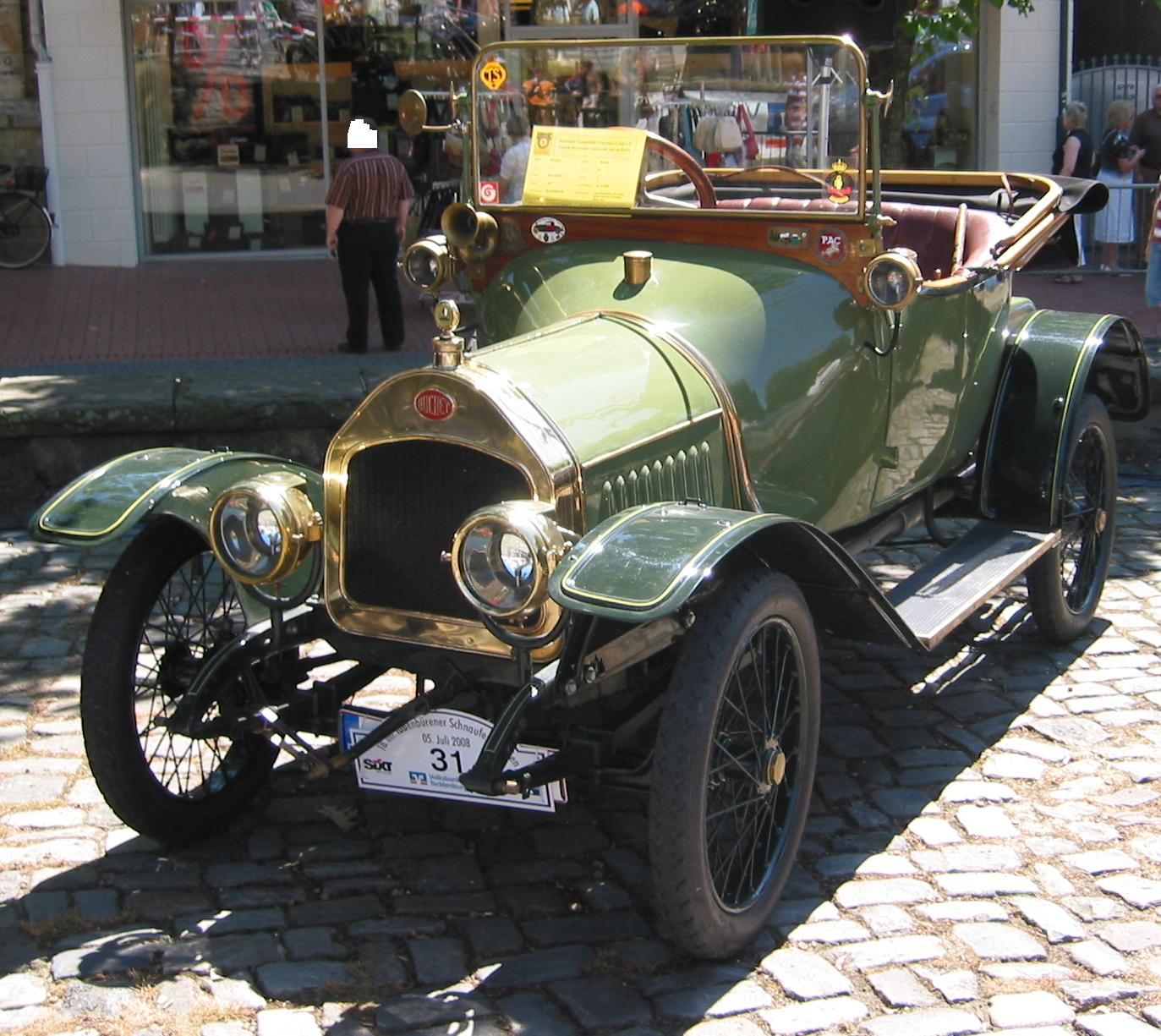
Buchet von 1912

Buchet war ein französischer Hersteller von Automobilen und Motoren.

## Unternehmensgeschichte
Die Société Buchet wurde 1888 in Levallois-Perret zur Produktion von Lampen gegründet. 1899 begann die Produktion von Einbaumotoren für andere Autohersteller. Offenbar entstand 1899 auch der Prototyp eines leichten Wagens. Ab 1911 entstanden eigene Automobile. Der Markenname lautete Buchet. 1919 erfolgte eine Umbenennung des Unternehmens in Gaston Sailly, Moteurs et Automobiles Buchet und der Umzug nach Billancourt. 1930 endete die Produktion.

## Produkte

### Fahrzeuge
Der Buchet-Prototyp von 1899 war ein offener vierrädriger Zweisitzer (Voiturette). Der Motor hatte 2035 cm³ Hubraum mit einer Bohrung von 90 mm und einem Hub von 160 mm. Ein weiterer Einzylindermotor hatte 827 cm³ mit einer Bohrung von 90 mm und einem Hub von 130 mm.
Das erste Modell 12/20 CV erschien 1911. Es besaß einen Vierzylindermotor mit 2200 cm³ Hubraum und ein Dreiganggetriebe. Darauf folgte der 6 CV mit 1100 cm³ Hubraum. 1920 gab es ein Vierzylindermodell mit 1500 cm³ Hubraum, und 1922 eines mit 1551 cm³ Hubraum. 1926 erschien zusätzlich der 6 CV, ebenfalls mit Vierzylindermotor. 1928 wurde ein Sechszylindermodell mit 1700 cm³ Hubraum und 40 PS auf den Markt gebracht.
Ein Fahrzeug dieser Marke ist im Musée Communal de l’Automobile Mahymobiles in Leuze-en-Hainaut zu besichtigen.

### Motoren
Buchet präsentierte 1901 auf dem Mondial de l’Automobile in Paris einen Einzylindermotor mit 6,5 PS Leistung, einen Zweizylindermotor mit 12 PS Leistung sowie einen Vierzylindermotor mit 38 PS Leistung. Die Motoren wogen 53 kg, 95 kg bzw. 180 kg.
An folgende Unternehmen wurden Einbaumotoren geliefert: Barré, Bébé, Beckmann, Celeritas, CID, Concordia, Dumas, Énergie, Fouillaron, Orel, Passy-Thellier, Presto, Renaux, Reyrol, Van Langendonck und Ward Leonard Electric Company.

### Fahrgestelle
Zwischen 1914 und 1915 lieferte Buchet Fahrgestelle an die Hollingdrake Automobile Company in Stockport. Die Fahrgestelle verfügten über einen Vierzylindermotor mit seitlichen Ventilen und 10 PS sowie ein Getriebe. Hollingdrake montierte eigene Karosserien, zumeist offene Zweisitzer und Coupés. Der Markenname dieser Fahrzeuge lautete Ascot. Der Neupreis betrug 195 Pfund Sterling.

### Lizenzen
Die Fabbrica Toscana di Automobili aus Florenz fertigte zwischen 1901 und 1903 Motoren für ihre Automobile nach einer Lizenz von Buchet.